# La struttura di cristallo
La struttura di cristallo (Struktura kryształu) è un film del 1969 diretto da Krzysztof Zanussi.

## Trama
Alla fine anni 60 del novecento Anna e Marek vivono nella campagna polacca. Lei insegna e lui segue una centrale meteorologica. Ospitano per le vacanze invernali un ex collega universitario di Marek, Jan, che ha anche vissuto per qualche anno all'estero, negli Stati Uniti e in Europa occidentale. Passano belle giornate nonostante le privazioni materiali della società polacca dell'epoca, accentuate in un paesino rurale. Intanto Jan cerca di convincere Marek a tornare a lavorare in città ritenendo sprecato il suo talento in quella situazione.